# Chart polski
Chart polski – polska rasa psa myśliwskiego, znana prawdopodobnie od czasów Galla Anonima, zaliczana do grupy chartów. Dawniej użytkowana była przede wszystkim do polowań, obecnie jako pies reprezentacyjny.

## Rys historyczny
Pierwsze wzmianki o istnieniu chartów w Polsce pochodzą z czasów Galla Anonima. Za początki istnienia rasy przyjmuje się XII lub XIII wiek. Pierwotnie psy te służyły do polowań na ptactwo m.in. na dropie. Chart polski był ulubionym psem szlachty polskiej. Wywodzi się prawdopodobnie od chartów azjatyckich, takich jak np. chart perski (saluki) i chart środkowoazjatycki (tazy).
Po II wojnie światowej hodowle tej rasy zanikły. Zakazano polowań z chartami, a psy w typie charta likwidowano. Ich trzymanie i hodowla została obłożona specjalnym pozwoleniem, przepis ten obowiązuje nadal. Od lat 70. XX wieku przystąpiono do odtwarzania rasy. Współczesną hodowlę chartów polskich zapoczątkował Stanisław Czerniakowski, który zakupił w okolicach Rostowa nad Donem dwie suki – Tajgę i Striełkę oraz jednego psa – Elbrusa. Ze skojarzenia Tajgi i Elbrusa urodził się pierwszy zanotowany miot chartów polskich.
W 1989 rasa została wpisana do rejestru Międzynarodowej Federacji Kynologicznej (FCI).

## Klasyfikacja FCI
Grupa 10 – Charty
Sekcja 3 – Charty krótkowłose.
Nie podlega próbom pracy.

## Wygląd

### Budowa
Smukły pies o wąskim pysku. Chart polski jest wyraźnie mocniejszy i nie tak finezyjny w kształtach jak inne charty. Jest najwyższą z polskich ras.
Chart polski to pies silny, wytrzymały, o dobrze zbalansowanym ciele i proporcjach (wpisany jest w prostokąt oparty na dłuższym boku) pozwalających nie tylko na szybki galop, ale i na pokonywanie dużych odległości wyciągniętym kłusem. Jest psem o okrywie włosowej dobrze chroniącej go przed zimnem, wilgocią i wiatrem.

### Szata i umaszczenie
Wzorzec FCI dopuszcza wszelki rodzaj umaszczenia.
Szata – według wzorca chart polski jest psem krótkowłosym. Włos w dotyku sprężysty, dość twardy, ale nie drutowaty, ani nie jedwabisty. Niejednakowej długości na tułowiu: na kłębie włos dłuższy, na bokach, mostku i kończynach jest najkrótszy, brzuch pokryty delikatnym i rzadkim włosem. Na tylnej stronie ud i na spodniej stronie ogona włos jest dłuższy, ale też twardy. Portki i pióro wyraźne.
W rzeczywistości ze względu na nieznane pochodzenie psów wprowadzonych do hodowli często pojawiają się także charty polskie długowłose, jednak ze względu na niezgodność ze wzorcem są one zazwyczaj gorzej oceniane na wystawach.

## Zachowanie i charakter
Wytrzymały, samodzielny, w stosunku do innych psów dominujący, ale o zrównoważonej psychice. Niektóre osobniki posiadają silny instynkt terytorialny co jest cechą często występującą w tej rasie, a rzadką u chartów w ogóle. Chart polski to pies odważny i pewny siebie. 

## Użytkowość
Używano chartów polskich zarówno do polowań na zające jak i do polowań na wilki. Prócz charta polskiego tylko wilczarz irlandzki, chart szkocki (deerhound) i chart rosyjski (borzoj) polowały na wilki. Wykorzystywany w torowych wyścigach chartów oraz w coursingach.

## Zdrowie i pielęgnacja
Pies wymagający sporej dawki codziennego ruchu, stąd jest idealnym towarzyszem dla ludzi uprawiających jeździectwo lub jogging.

## Popularność
Ze względu na swoje rozmiary i wymagania chart polski nie jest w Polsce tak popularny jak inne rasy psów myśliwskich.